# Michel Le Moal
Michel le Moal, né le 28 septembre 1934 au Havre, est un médecin neuropsychiatre et chercheur en neurosciences français. Il est considéré comme l’initiateur en France des recherches visant à établir des relations entre comportement et neurosciences et à créer une neurobiologie intégrative.

## Biographie
Pupille de la Nation (Tribunal de Rocroi, 1943), il effectue ses études secondaires à Givet (dans les Ardennes), puis au lycée Henri IV (à Paris), et au lycée de Brest.
SPCN à la Faculté des Sciences de Paris (1952), puis classe préparatoire (hôpital maritime de Brest) pour le concours d’entrée à l’École Nationale du Service de Santé de la Marine (1953) ; entrée à l’École (1954), Bordeaux. Parallèlement, poursuite des études médicales à la Faculté de Médecine. Interruption (1959-1961) pour soins en Sanatorium, Isère. Durant la formation médicale (Doctorat en 1968), décide de s’orienter vers ce qui était encore la neuropsychiatrie ; après internat de spécialité (1968), choisit la neuropsychiatrie infantile ; cette activité cessera en 1978. Parallèlement à la médecine, complète sa formation : Licence libre ès Lettres (Philosophie, Psychologie) 1962, Licence libre ès Sciences (Chimie - Physiologie) 1962. Doctorat d’État ès Sciences, à 40 ans (Directeur de thèse: Pierre Karli).
Il est ensuite, à partir de 1964, assistant puis maître assistant à la Faculté des Sciences de Bordeaux. De 1975 à 1976, il est en post-doctorat au California Institute of Technology (Caltech) au Laboratoire de J. Olds. Puis professeur de Neurosciences, à partir de 1976, et j'usqu'en 2005. De 1980 à 2004, il est Directeur d’Études à l’École Pratique des Hautes Études (EPHE 3e section), en Psychopathologie Expérimentale. De 1993 à 2003, il est Membre de l’Institut Universitaire de France.
Professeur émérite à l'Université de Bordeaux, il a dirigé plusieurs unités CNRS et Inserm, puis a conçu et dirigé l'Institut François Magendie de Neurosciences (Inserm - CNRS). Michel le Moal est considéré comme l’initiateur en France des recherches visant à établir des relations entre comportement et neurosciences et à créer une neurobiologie intégrative. Afin de comprendre le passage de l’adaptation à la désadaptation, il jeta les bases d’une psychopathologie expérimentale. Ces dernières années furent consacrées à la neurobiologie des addictions. Il est membre de l’Académie des Sciences depuis 2005. Il a obtenu le Neuropsychopharmacology Award en 2005. 

## Distinctions
- Chevalier de l’Ordre de la Légion d’Honneur.
- Chevalier dans l’Ordre du Mérite.
- Commandeur de l’Ordre des Palmes Académiques.

## Autres faits marquants
- 1977-1979 : Création, Direction, Laboratoire de Psychophysiologie CNRS ERA 416.
- 1979-1982 : Création, Direction, Laboratoire propre CNRS, LP 82-31, Laboratoire de Neurobiologie du Comportement.
- 1983-2004 : Création, Direction, Laboratoire Inserm (U 259) affilié à l’Inserm et au CNRS.
- 1987-1990 : Création, Direction de la Maîtrise, puis du DEA et de l’École Doctorale, Bordeaux.
- 1995 : Création, Direction de l’Institut Fédératif de Neurosciences Cliniques et Expérimentales (IFR 8 Inserm, IFR 13 CNRS).
- 1996 : Création, Direction de l’Institut François Magendie de Neurosciences.

## Thèmes de recherche et apports scientifiques
Il tente d'expliquer le rapport aux drogues en intégrant au fonctionnement cellulaire du cerveau l'histoire d'un individu et son éducation.
Les avancées réalisées en Neurosciences comportementales et en recherches psychiatriques, mais aussi ses nombreux entretiens avec Henri Laborit, furent les raisons des séjours de Le Moal dès la fin des années 1970 aux USA où les progrès étaient rapides. Au Caltech, il apprit les méthodes d’enregistrements multiples intracérébraux par ordinateur chez l’animal libre de ses mouvements, puis au Salk et au Scripps, les bases de la Neuroendocrinologie et de la Neuropharmacologie et dans tous ces laboratoires les approches comportementales et la nécessité d’une Neuroscience intégrative et les difficultés de la modélisation en Psychopathologie expérimentale.
De 1974 à 1980, ses publications portent sur : 
- le rôle d’un système neuronal ventral incluant les neurotransmetteurs dopamine, noradrénaline, ou sérotonine, dans les processus de motivation ; la stimulation (autostimulation intracérébrale) provoque éveil attentionnel, phénomènes de plaisir, et la lésion l’incapacité de focaliser, l’hyperactivité non contrôlée,
- les rôles fonctionnels des systèmes dopaminergiques dans leurs projections corticales frontales ; mise en évidence des syndromes mnésiques résultant de leurs lésions locales et de leurs stimulations et blocages spécifiques intracérébraux ; analyse des bases neuronales des comportements de survie de l’individu et de l’espèce ; découverte des rôles centraux du CRF et de la vasopressine dans les conduites adaptatives[5],[6].

De 1980 à 1995, ses recherches sur les modalités du passage du normal au pathologique reposent sur des méthodes d’analyse du comportement et leur mesure,,,,,,,,. Il étudie les conséquences d’environnements délétères, des agressions (stress) et propose la mesure des marqueurs spécifiques agissant centralement (dont le système de stress et ses récepteurs centraux, les neurones en cause). Il sera le premier à mettre en place des études vie entière, par exemple à partir du stress prénatal ; il en démontre les conséquences comportementales dont les troubles attentionnels, de l’autorégulation et une progression à l’appétence aux drogues (addiction).
De 1995 à 2005, dans la continuité des résultats antérieurs, Le Moal concentre les travaux de ses équipes sur une question fondamentale de la Psychopathologie : pourquoi certains sujets succombent et d’autres non, ou font preuve de résilience ; donc les causes des différences interindividuelles, génétiques, développementales et environnementales. Les processus neuro-adaptatifs sous-jacents seront étudiés à partir de la vulnérabilité aux addictions, des effets du stress chronique, du vieillissement pathologique. Ces analyses feront appel aux approches cognitives, émotionnelles, hormonales, moléculaires,,.

### Publications
Les résultats obtenus par la recherche de Michel Le Moal (plus de 450 publications, 36 000 citations) reflètent la qualité exceptionnelle de ses collaborateurs français et américains. Ils ont été valorisés par de nombreux articles parus notamment dans Nature ou dans Science.

#### Articles parus dansNatureou dansScience
- Le Moal M., Stinus L., Simon H. Increased sensitivity to (+) amphetamine self-administered by rats following meso--cortico-limbic dopamine neurone destruction. Nature, 1979, 280, 156-158.
- Simon H., Scatton B., Le Moal M. Dopaminergic A10 neurons are involved in cognitive functions. Nature, 1980, 286, 150-151.
- Le Moal M., Koob G., Koda L.Y., Bloom F.E., Manning M, Sawyer W.H., Rivier J., Vasopressor receptor antagonist prevents behavioural effects of vasopressin. Nature, 1981, 291, 491-493.
- Sutton R.E., Koob G.E., Le Moal M., Rivier J., Vale W. Corticotropin releasing factor produces behavioural activation in rats. Nature, 1982, 297, 332-333.
- Tassin J.P., Simon H., Hervé D., Blanc D., Le Moal M., Glowinski J., Bockaert J. Non- dopaminergic fibres may regulate dopamine-sensitive adenylate cyclase in the prefontal cortex and nucleus accumbens. Nature, 1982, 295, 696-698.
- Koob G.F., Dantzer R., Rodriguez F., Bloom F.E., Le Moal M., Osmotic stress mimics effects of vasopressin on learned bahavior. Nature, 1985, 316, 750-752.
- Piazza P.V., Deminière J.M., Le Moal M., Simon H., Factors that predict individual vulnerability to amphetamine self-administration. Science, 1989, 245, 1511-1513.
- Koob G.F., Le Moal M. Drug abuse : hedonic homeostatis dysregulation. Science, 1997, 278, 52-58.
- Cabib S., Orsini C., Le Moal M., Piazza P.V. Abolishment and reversal of genetic differences in behavioral responses to drugs of abuse after a short-lived experience. Science, 2000, 289, 463-465.
- Koob G.F., Le Moal M. Reward neurocircuitry plasticity and the « dark side » of drug addiction. Nat. Neuroscience, 2005, 8, 1442-1444.

#### Dans des revues générales
- Le Moal M., Simon H. Dopamine mesocorticolimbic network : functional and regulatory roles. Physiol. Rev., 1991, 71, 155-234.
- Abrous D.N., Koehl M., Le Moal M. Adult neurogenesis : from precursors to network and physiology. Physiol. Rev., 2005, 85, 523-569.
- Piazza P.V., Le Moal M. Pathophysiological basis of vulnerability to drug abuse: role of an interaction between stress, glucocorticoids and dopaminergic neurons. Ann. Rev. Pharm. Toxicol., 1996, 36, 359-378.
- Piazza P.V., Le Moal M. Glucocorticoids as a biological substrate of reward: physiological and pathophysiological implications. Brain Res. Rev., 1997, 25, 359-372.
- Piazza P.V., Le Moal M. The role of stress in drug self-administration. Trends in Pharmacol. Sci., 1998, 19, 67-74
- Vallée M., Mayo W., Le Moal M. Role of neurosteroids in cognitive aging. Brain Res. Rev, 2001, 37, 301-312.
- Koob G.F., Le Moal M. Addiction and the Brain Anti-Reward System. Ann Rev Psychol, 2008, 59, 29-53.

#### Principaux ouvrages, ou communications orales
- Encyclopedia of Behavioral Neuroscience. Le Moal M. (en collaboration avec Koob G.F. et Thompson R.), (Eds). Academic Press, 3 volumes, 2012, 1816 p.
- Dictionnaire de Psychologie. Doron R., Parot F., Anzieu D., Bronckart J.P., Le Moal M., Lévi-Leboyer C., Moser G., Richelle M., Widlöcher D. (Eds)[20], PUF, 2012 (2ème édition), 768 p.
- Neurobiology of Addiction. Le Moal M. (en collaboration avec Koob G.F.). Academic Press - Elsevier (1re édition 2006), 500 p., 2ème édition (fin 2017), 3 volumes.
- Drugs, Addiction and the Brain. Le Moal M. (en collaboration avec Koob G.F. and Arends M.). Academic Press - Elsevier, 2014, 342 p.